# Problema della malattia asiatica
Il problema della malattia asiatica (Asian Disease Problem) è un celebre esperimento eseguito dagli psicologi israeliani Daniel Kahneman e Amos Tversky.
All'interno delle teorie di economia comportamentale il problema si prefigge di dimostrare il cosiddetto "effetto framing" o "effetto incorniciamento", ovvero se messaggi con lo stesso contenuto di verità, quando presentati (incorniciati) in modo differente, abbiano un diverso impatto sui processi di giudizio e di decisione.

## Formulazione del problema
Dopo aver selezionato due gruppi di candidati, Tversky e Kahneman hanno posto il seguente problema chiedendo ai partecipanti cosa avrebbero fatto se la scelta fosse dipesa da loro:
negli Stati Uniti sta per giungere una nuova malattia proveniente dall'Asia, sono a rischio le vite di 600 persone;
al primo gruppo è stato proposto quanto segue:
- Programma A: 200 persone si salvano
- Programma B: 1/3 di probabilità di salvare tutti, 2/3 di probabilità di non salvare nessuno

I programmi per il secondo gruppo erano invece i seguenti:
- Programma C: 400 persone muoiono
- Programma D: 1/3 di probabilità che nessuno muoia, 2/3 di probabilità che muoiano tutti

Da un punto di vista di contenuto i programmi A e B sono del tutto equivalenti rispettivamente ai programmi C e D, eppure le risposte dei due gruppi sono state profondamente diverse. 
Nel primo gruppo è stato scelto il programma A nel 72% dei casi e il programma B nel restante 28%; nel secondo gruppo la scelta prioritaria (78%) è caduta sul programma D mentre il programma C è stato preferito solo nel restante 22% dei casi.
È evidente che al primo gruppo di candidati è stato sottoposto un messaggio in cui prevalevano elementi positivi, mentre il secondo gruppo è stato esposto a contenuti negativi. Si può notare che nel primo caso i candidati si sono orientati verso una risposta di tipo certo, nel secondo caso la polarizzazione delle risposte è invece avvenuta intorno alla soluzione di tipo probabilistico.